# Henrietta Swan Leavitt
Henrietta Swan Leavitt (/ˈlɛvɪt/; ngày 04 Tháng Bảy năm 1868 - ngày 12 tháng 12 năm 1921) là một nhà thiên văn học người Mỹ. Bà tốt nghiệp trường Radcliffe và làm việc tại Đài quan sát thiên văn Đại học Harvard như là một "công nhân máy tính", với nhiệm vụ kiểm tra các tấm ảnh để đo lường và phân loại độ sáng của các ngôi sao. Công việc này khiến bà phát hiện ra mối quan hệ giữa độ sáng và thời kỳ của các biến quang Cepheid. Khám phá của Leavitt đã cung cấp cho các nhà thiên văn học "ngọn nến tiêu chuẩn" đầu tiên để đo đạc khoảng cách đến các thiên hà xa xôi. Sau khi bà qua đời, Edwin Hubble đã sử dụng định luật về mối quan hệ giữa độ sáng và thời kì của Leavitt, cùng với sự dịch chuyển quang phổ thiên hà được đo lường đầu tiên bởi Vesto Slodes tại Đài thiên văn Lowell, để xác định rằng vũ trụ đang giãn nở (xem định luật Hubble).

## Những năm đầu đời
Henrietta Swan Leavitt được sinh ra tại Lancaster, Massachusetts, là con gái của vợ chồng giám mục George Roswell Leavitt và bà Henrietta Swan Kendrick.
Leavitt theo học tại trường Oberlin trước khi chuyển sang Đoàn hội giáo dục cho phụ nữ của trường đại học Harvard (sau này là trường Radcliffe), nhận bằng cử nhân năm 1892. Tại Oberlin và Harvard, Leavitt được tiếp nhận một chương trình giáo dục toàn diện bao gồm tiếng Hy Lạp cổ điển, mỹ thuật, triết học, hình học phân tích và giải tích. Mãi đến năm thứ tư đại học, Leavitt mới tham gia một lớp học về thiên văn học, và đạt điểm A-. :27 Leavitt cũng bắt đầu làm việc như một trong những nữ công nhân tính toán tại Đài quan sát thiên văn Đại học Harvard, được thuê bởi giám đốc Edward Charles Pickering để đo và phân loại độ sáng của các ngôi sao khi chúng xuất hiện trong các tấm ảnh mà đài quan sát chụp được.
Năm 1893, Leavitt hoàn thành đủ tín chỉ để tốt nghiệp ngành thiên văn học nhờ công việc của mình tại Đài thiên văn Đại học Harvard, nhưng bà không bao giờ lấy bằng. Năm 1898, bà trở thành nhân viên của đại học Harvard, với tư cách là "Người quản lý các bức ảnh thiên văn" đầu tiên. Leavitt rời đài quan sát để thực hiện hai chuyến đi đến châu Âu và hoàn thành một khóa thực tập trợ lý nghệ thuật tại Đại học Beloit ở Wisconsin. Chính tại thời gian này, bà mắc phải một căn bệnh khiến khả năng nghe của bà dần dần giảm sút.

## Sự nghiệp thiên văn học

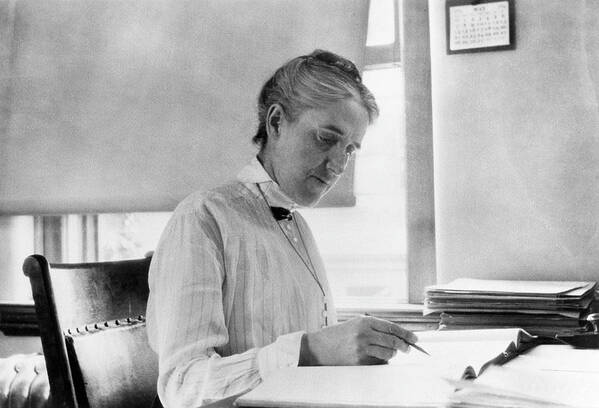
Henrietta Swan Leavitt tại bàn làm việc ở Đài thiên văn Đại học Harvard

Năm 1903, Leavitt trở lại Đài thiên văn Đại học Harvard sau những chuyến đi của mình. Vì Leavitt có tài sản riêng nên thời gian đầu, Pickering không phải trả lương cho bà. Sau này, bà nhận được 0,30 đô la một giờ, :32 và được trả 10,50 đô la mỗi tuần. Bà được ghi nhận là "chăm chỉ, nghiêm túc, ít có những nhu cầu phù phiếm và cống hiến hết mình gia đình, nhà thờ và sự nghiệp". Một trong những phụ nữ mà Leavitt làm việc cùng trong Đài thiên văn Harvard là Annie Jump Cannon, người cũng bị khiếm thính.
Pickering giao Leavitt cho nghiên cứu các sao biến quang của Đám mây Magellan nhỏ và lớn, như được ghi lại trên các tấm ảnh chụp bằng Bruce Astrograph của Trạm Boyden của Đài thiên văn Harvard ở Arequipa, Peru. Bà đã xác định được 1777 biến sao. Năm 1908, bà công bố những kết quả của mình trong Biên niên sử của Đài quan sát thiên văn của Đại học Harvard, lưu ý rằng các sao biến quang sáng hơn có tuổi thọ lớn hơn.
Trong một bài báo khác được xuất bản năm 1912, Leavitt đã xem xét kỹ mối quan hệ giữa các thời kỳ và độ sáng của một mẫu gồm 25 biến quang Cepheid trong Đám mây Magellan nhỏ. Bài viết này được kí danh cho Edward Pickering, nhưng câu đầu tiên chỉ ra rằng nó "được thực hiện bởi cô Leavitt". Leavitt đã tạo một biểu đồ mối quan hệ giữa cấp sao và logarit của thời kỳ và xác định rằng, hai biến này mối quan hệ tuyến tính với nhau. 

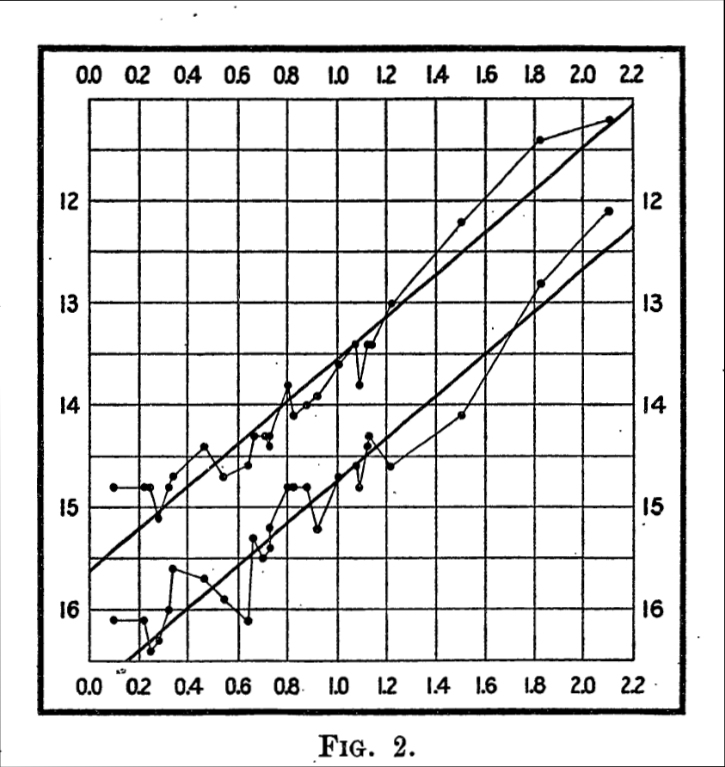
Biểu đồ từ một bài báo được thực hiện bởi Leavitt vào năm 1912. Trục hoành là logarit của thời kỳ của Cepheid tương ứng và trục tung là cấp sao của nó. Đường tuyến tính nối các điểm tương ứng với độ sáng tối thiểu và tối đa của các ngôi sao, tương ứng.

Sau đó, bà đã sử dụng giả định đơn giản hóa rằng tất cả các biến quang Cepheid trong Đám mây Magellan nhỏ có cùng khoảng cách, do đó độ sáng nội tại của chúng có thể được suy ra từ độ sáng biểu kiến như ghi nhận qua ảnh, theo một hệ số tỷ lệ vì khoảng cách đến Đám mây Magellanic khi đó vẫn chưa được biết đến. Bà bày tỏ hy vọng rằng thị sai đối với một số Cepheids sẽ được đo lường, điều này sau đó đã được thực hiện, cho phép thang đo độ sáng theo thời kỳ của bà được hiệu chỉnh. Kết luận này cho phép Leavitt xác định rằng logarit của chu kỳ có tương quan tuyến tính với logarit của độ sáng quang học nội tại trung bình của sao (là mức năng lượng được tỏa ra bởi ngôi sao trong quang phổ nhìn thấy).
Leavitt cũng đã phát triển và tiếp tục điều chỉnh Tiêu chuẩn Harvard cho các phép đo ảnh, một thang đo logarit sắp xếp các ngôi sao theo độ sáng với 17 mức độ. Bà đã phân tích 299 tấm ảnh từ 13 kính viễn vọng để xây dựng thang đo của mình, được Ủy ban Quốc tế về Cấp sao trắc quang chấp nhận vào năm 1913.
Leavitt là thành viên của Phi Beta Kappa, Liên hiệp phụ nữ khối Đại học Hoa Kỳ, Hiệp hội Thiên văn và Vật lý Thiên văn Hoa Kỳ, Hiệp hội Tiến bộ Khoa học Hoa Kỳ và là thành viên danh dự của Hiệp hội Quan sát sao biến quang Hoa Kỳ. Năm 1921, khi Harlow Shapley tiếp quản vị trí giám đốc đài quan sát, Leavitt trở thành trưởng bộ phận trắc quang sao. Đến cuối năm đó, bà qua đời vì ung thư và được mai táng trong khuôn viên gia đình Leavitt tại Nghĩa trang Cambridge ở Cambridge, Massachusetts. :89

## Ảnh hưởng khoa học

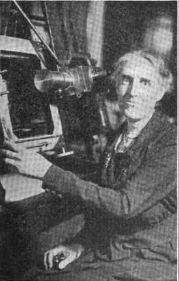
Henrietta Swan Leavitt, 1921

Phát hiện của Leavitt về cách đo chính xác khoảng cách trên quy mô liên thiên hà đã mở đường cho thiên văn học hiện đại tìm hiểu về cấu trúc và quy mô của vũ trụ. Điều này đã đặt nền móng cho Edwin Hubble nghiên cứu và đưa ra giả thuyết về vũ trụ giãn nở. Hubble thường nói rằng Leavitt xứng đáng nhận giải thưởng Nobel cho công việc của mình. Nhà toán học Gösta Mittag-Leffler, thành viên của Viện Khoa học Thụy Điển, đã cố gắng đề cử bà cho giải thưởng đó vào năm 1924, tuy nhiên bà đã qua đời vì ung thư từ ba năm trước đó. :118 (Giải thưởng Nobel không được truy tặng cho người đã mất.)

## Vinh danh
- Tiểu hành tinh 5383 Leavitt và miệng núi lửa Leavitt trên Mặt trăng được đặt theo tên bà để tôn vinh những nhà thiên văn học khiếm thính.[18][19]
- Một trong những kính viễn vọng ASAS-SN, đặt tại Đài thiên văn McDonald ở Texas, được đặt theo tên Leavitt để vinh danh bà.